# In Tranzit
In Tranzit es una película dramática ruso-británica de 2008 basada en la historia real de unos prisioneros de guerra alemanes en un campo de trabajo soviético después de la Segunda Guerra Mundial. La película fue dirigida por Tom Roberts, protagonizada por Thomas Kretschmann, Daniel Brühl, Vera Farmiga y John Malkovich.
Se estrenó en los cines rusos el 4 de marzo de 2008 y, en el Reino Unido, el 31 de mayo de 2010.

## Sinopsis
En el invierno de 1946, en Leningrado, el cruel coronel ruso Pavlov (John Malkovich) envía a un grupo de prisioneros de guerra alemanes a un campo de tránsito femenino. Cuando llegan, las soldados rusas muestran hostilidad hacia los prisioneros con el argumento de que han matado a sus maridos, familiares y amigos; sólo la Dra. Natalia (Vera Farmiga) y la cocinera tratan a los presos con dignidad.
Natalia tiene un acuerdo con el coronel Pavlov para mantener en el campamento a su marido, que resultó herido en la cabeza durante la guerra, en lugar de enviarlo a una institución en Siberia. Pavlov encarga a Natalia que descubra a los miembros de las SS escondidos en el grupo de prisioneros. Natalia y el prisionero Max (Thomas Kretschmann) sienten una gran atracción, mientras que otro prisionero, Klaus (Daniel Brühl), intenta convencer a Max de que denuncie a un par de prisioneros para satisfacer a Pavlov.
Natalia convence al empresario Yakov (John Lynch) para que organice una orquesta con los prisioneros; se les invita a un baile, donde las mujeres solitarias que sobrevivieron a la guerra bailan con los alemanes. Después del baile, Natalia convence a la oficial Elena (Thekla Reuten) de dejar que los prisioneros pasen la noche con las mujeres. Natalia tiene una aventura de una noche con Max y, mientras él vuelve a los aposentos, Klaus lo ataca, pero Natalia lo salva, quien luego descubre quién es Klaus en realidad. Pavlov interrumpe la pelea entre Max y Klaus. Klaus luego se suicida, se deja atropellar por un tren. Max y Pavlov discuten quién era Klaus y su reputación. Pavlov llama a Natalia una verdadera soviética por completar su misión y revelar la verdad a Max. Max se lleva el corazón roto. Al día siguiente, Max regresa y el ex marido de Natalia es llevado a Siberia. Cuando reciben la noticia de que Stalin hizo un trato con los aliados, los prisioneros de guerra volverán a casa y dejarán a las rusas, incluso a algunas a las que embarazaron.

## Reparto
- Thomas Kretschmann como Max Bort
- Vera Farmiga como Dra. Natalia
- Daniel Brühl como Klaus Prompst
- John Malkovich como coronel Pavlov
- Natalie Press como Zina
- Ingeborga Dapkūnaitė como Vera
- Thekla Reuten como la oficial Elena
- Yevgeni Mironov como Andrei
- Beverly Hotsprings como Anya
- Brian Kane como Laurie
- John Lynch como Yakov

## Producción
In Tranzit fue dirigida por Tom Roberts, a partir de un guion escrito por Natalia Portnova y Simon van der Borgh. La película fue producida por Jimmy de Brabant, Michael Dounaev y Kami Naghdi. El rodaje se llevó a cabo durante cinco semanas en San Petersburgo, Rusia, entre marzo y abril de 2006.

### Estreno
La película se vendió en el mercado de cine de Cannes en 2007 y no estuvo sujeta a estreno en cines a partir de entonces. Fue distribuido directo a DVD por Peace Arch Films en Rusia el 4 de marzo de 2008, Peace Arch Home Entertainment en los Estados Unidos el 5 de mayo de 2009 y Peace Arch Films y Universal Pictures Home Entertainment en el Reino Unido el 31 de mayo de 2010. Pan Vision lanzó la película directo en DVD en Dinamarca el 30 de marzo de 2010, Suecia el 31 de marzo de 2010 y Finlandia el 1 de abril de 2010. La película se estrenó en DVD en Japón, Australia, los Países Bajos y Bélgica.

## Recepción
In Tranzit recibió comentarios mixtos de los críticos de cine. Fue descrita por el crítico de cine Robert Roten como una en la que "una actuación fuerte ayuda a superar una trama serpenteante pero impredecible". Es un reparto internacional sólido y una historia que, aunque no es convincente, te mantendrá adivinando hasta el final. Tiene un aire de autenticidad y funciona en su mayor parte".
En contraste, otro crítico, Don Groves, vio la película como "casi totalmente desprovista de tensión, empañada por un ritmo relajado, personajes poco desarrollados y diálogos banales".